# Roman Poseck

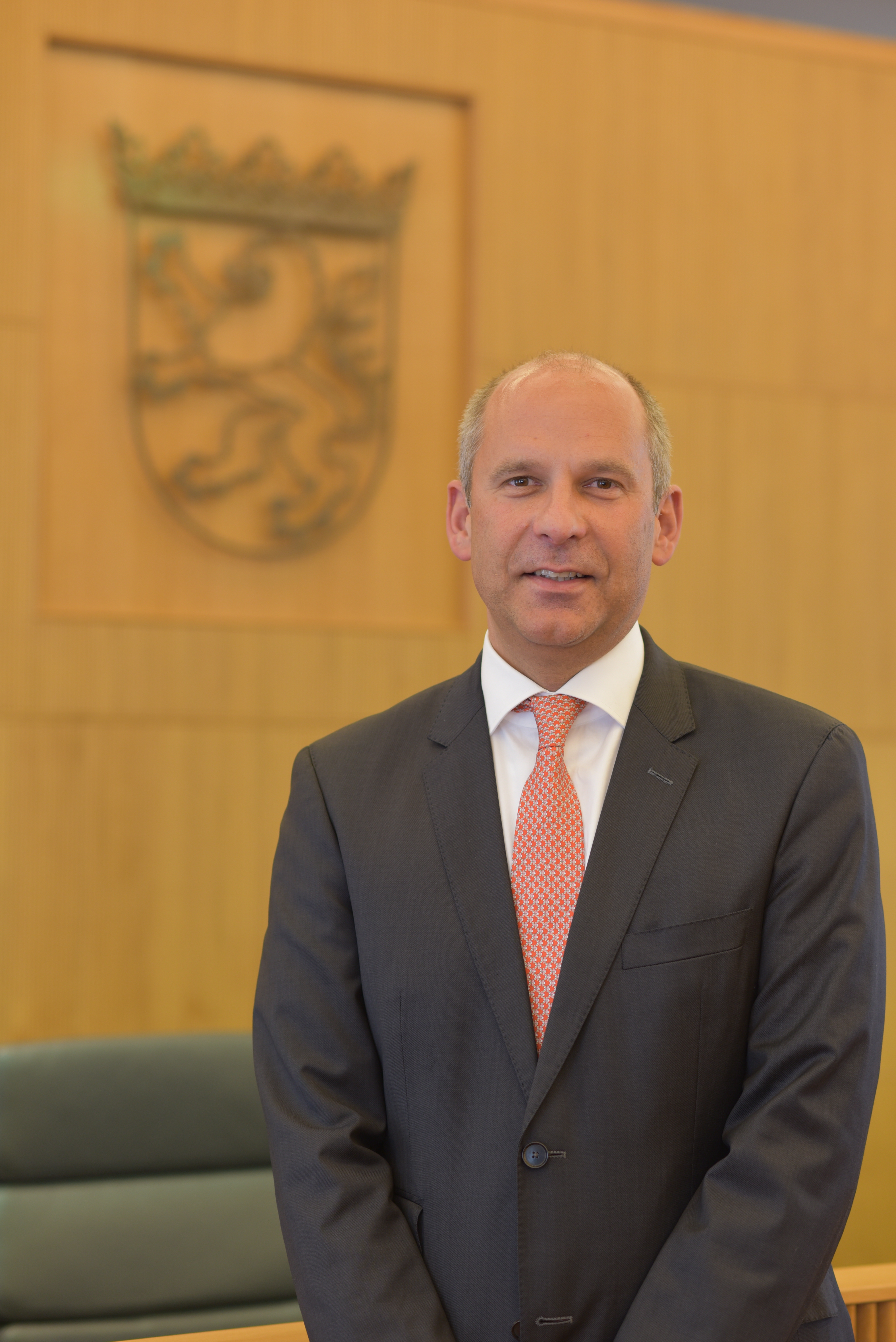
Roman Poseck im Staatsgerichtshof des Landes Hessen in Wiesbaden (2017)

Roman Poseck (* 16. März 1970 in Mülheim an der Ruhr) ist ein deutscher Jurist und Politiker (CDU). Seit dem 18. Januar 2024 ist er Hessischer Minister des Inneren, für Sicherheit und Heimatschutz im Kabinett Rhein II.
Zuvor war er von 2022 bis 2024 Hessischer Minister der Justiz im Kabinett Rhein I. Von 2012 bis 2022 war er Präsident des Oberlandesgerichts Frankfurt am Main und von 2017 bis 2022 zugleich Präsident des Staatsgerichtshofes, des Verfassungsgerichts des Landes Hessen.

## Leben
Poseck studierte Rechtswissenschaften an den Universitäten in Gießen und Utrecht. 1997 wurde er in Gießen mit einem Thema zur Strafrechtlichen Haftung von Aufsichtsratsmitgliedern promoviert. Während seines Studiums und danach war er wissenschaftliche Hilfskraft und wissenschaftlicher Mitarbeiter der Professoren Klaus Lange und Peter Cramer.
Nach einer einjährigen Tätigkeit als Jurist bei der BASF wurde er im April 2000 Richter  am Landgericht Limburg. Bereits ein Jahr später wurde er als Referatsleiter in die Strafrechtsabteilung des Hessischen Justizministeriums in Wiesbaden abgeordnet. 2002 wurde er zum Richter auf Lebenszeit und 2004 zum Richter am Oberlandesgericht Frankfurt am Main (unter Fortdauer seiner Abordnung) ernannt. Von 2005 bis 2007 leitete er das Ministerbüro von Jürgen Banzer, 2007 wurde er zum Leitenden Ministerialrat befördert. Als Ministerialdirigent übernahm er die Leitung der Zentralabteilung des Ministeriums (Abteilungsleiter Z: Personal, Haushalt und Justitiariat) und war ständiger Vertreter des Staatssekretärs.
Am 1. Mai 2012 wurde er, als Nachfolger von Thomas Aumüller, Präsident des Oberlandesgerichts Frankfurt am Main und übernahm gleichzeitig den Vorsitz im 26. Zivilsenat.
Am 25. Januar 2017 wurde er vom Hessischen Landtag ohne Gegenstimmen zum Nachfolger von Günter Paul zum neuen Präsidenten des Staatsgerichtshofes des Landes Hessen gewählt. Die 103 Abgeordneten von CDU, SPD, Bündnis 90/Die Grünen und FDP stimmten für ihn. Die Abgeordneten der Fraktion der Linken enthielten sich.
Der Hessische Landtag wählte ihn am 2. April 2019 auf Vorschlag der CDU, Grünen, SPD und FDP erneut ohne Gegenstimmen zum Präsidenten des Staatsgerichtshofs. Die Abgeordneten der Linken enthielten sich wiederum. Anlässlich seiner Vereidigung hob er im Landtag den Markenkern der Hessischen Verfassung hervor und nannte vor allem den Grundsatz der Vielfalt und Toleranz, die Absage an Rassismus und Ausgrenzung sowie das Bekenntnis zu Europa.
Ab 2012 war er Vorstandsmitglied der Frankfurter Juristischen Gesellschaft e. V. und der Stiftung „Resozialisierungsfonds für Straffällige“. Poseck hält seit 2001 Vorlesungen im Strafrecht und Strafprozessrecht, 2001 bis 2013 lehrte er an der Hochschule für Polizei und Verwaltung in Wiesbaden und seit 2014 an der EBS Universität für Wirtschaft und Recht in Wiesbaden. Dort wurde er im Oktober 2016 zum Honorarprofessor für Strafrecht und Verfahrensrechte ernannt. Seit 2021 ist er Vorstandsmitglied der Deutsch-Israelischen Juristenvereinigung. Von 2014 bis 2022 gehörte Poseck dem Bundesparteigericht der CDU als stellvertretendes Mitglied an. 
Am 31. Mai 2022 wurde Poseck von Ministerpräsident Boris Rhein als Nachfolger von Eva Kühne-Hörmann zum Minister der Justiz des Landes Hessen ernannt. Im Zuge der Bildung des Kabinetts Rhein II wechselte er am 18. Januar 2024 in das Amt des Ministers des Innern, für Sicherheit und Heimatschutz und folgte Peter Beuth nach. 
Poseck ist stellvertretendes Mitglied des Bundesrats und als Leiter der Delegation des Bundesrats Mitglied der Parlamentarischen Versammlung der NATO.
Gemeinsam mit Wolfgang Hau ist Poseck Herausgeber eines Kommentars zum Bürgerlichen Gesetzbuch, der auch als Online-Kommentar (BeckOK BGB) verfügbar ist. Mit Markus Ogorek ist er Herausgeber und Autor eines Kommentars zur Hessischen Verfassung (BeckOK Verfassung Hessen). Außerdem ist er Autor im Praxishandbuch Internationale Schiedsverfahren von Hanns-Christian Salger und Rolf Trittmann.
Poseck ist evangelischer Konfession und wohnt in Limburg an der Lahn. 

## Schriften
- Die Klage des Aufsichtsrats gegen die Geschäftsführung des Vorstandes. In: Der Betrieb, Heft 43 vom 25. Oktober 1996
- Die strafrechtliche Haftung der Mitglieder des Aufsichtsrats einer Aktiengesellschaft, Nomos, Baden-Baden, 1997 ISBN 978-3-7890-5091-6 (Dissertation)